# Louis Béroud
Louis Béroud (Lyon, 17 de janeiro de 1852 - 15.º arrondissement de Paris, 9 de outubro de 1930) foi um pintor francês.

## Biografia
A família de Louis Béroud mudou-se para Paris em 1861. Ele trabalhou inicialmente com os decoradores Jean-Baptiste Lavastre e  Pierre-Eugène Gourdet , antes de entrar no ateliê de Léon Bonnat para estudar pintura. A partir de 1873, expôs no Salon de Paris , onde recebeu medalha de honra em 1882. No ano seguinte, obteve uma bolsa de viagem e passou a ser hors-concours. Ganhou a medalha de bronze na Exposição Universal de 1889 e na de 1900.
Ele expôs nos salões obras de figuras (retratos e alegorias), algumas vistas de Paris e, sobretudo, interiores de monumentos parisienses, incluindo: Au Louvre (1883, terceira medalha); Henri III à Venise (1885); Galerie des bustes au Sénat (1892); Foyer des artistes à la Comédie-Française (1894, no Théâtre-Français); Salon carré au Louvre (1900, Exposition universelle; medalha de bronze); Confidences, pastel (1905); Brasserie alsacienne (1910). Uma de suas telas, Au Salon carré du Louvre, apresentada na exposição anual de pintura de 1883, está conservada em Montpellier no Museu Fabre. Ele pintou La Fée aux joujoux (Mairie du 10e arrondissement de Paris).

### Episódio daMona Lisa

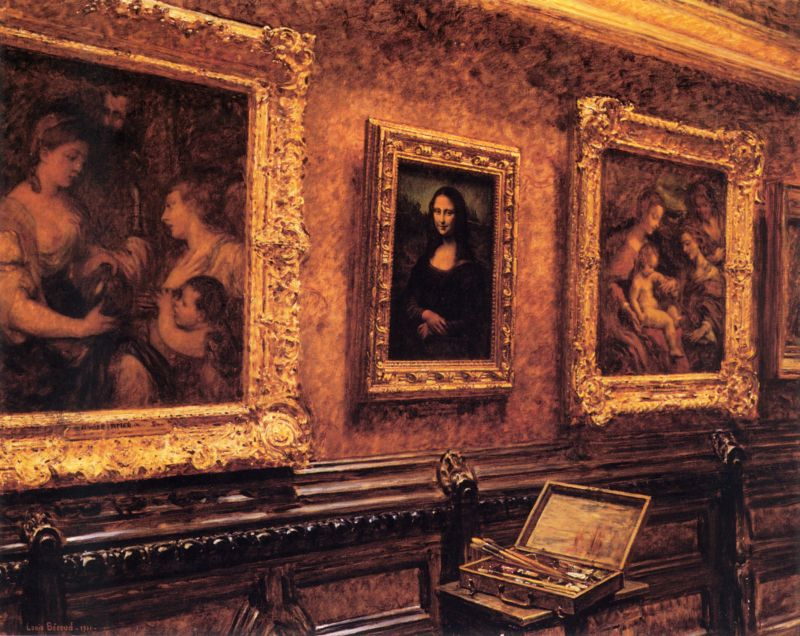
Mona Lisa au Louvre (1911), óleo sobre tela, localização desconhecida.

Em 22 de agosto de 1911, ao visitar o Museu do Louvre para fazer um esboço de sua próxima pintura Mona Lisa au Louvre, a Mona Lisa de Leonardo da Vinci já não estava lá. Ele avisou os guardas, que disseram que o famoso painel deveria estar no ateliê fotográfico. Ao retornar mais tarde para se informar novamente, foi-lhe dito que a Mona Lisa não estava com os fotógrafos. O Louvre então fechou suas portas por uma semana inteira para facilitar a investigação policial sobre o roubo da pintura.

## Obras em coleções públicas
- Louviers, Museu de Louviers: La Machine Farcot, 1890.
- Montpellier, Museu Fabre: Au Salon Carré du Louvre, 1906.
- Nice, Museu Masséna: L'Avenue de la Gare à Nice.
- Paris: 
  - Mairie du 10e arrondissement de Paris, salão de festas: La Fée aux joujoux.
  - musée Carnavalet: 
    - L'Escalier de l'opéra Garnier, 1877, óleo sobre tela, 65 x 54 cm[7]
    - Le Dôme central de la galerie des machines à l'Exposition universelle de 1889, 1890.

  - Museu do Louvre: 
    - Salle Rubens au Louvre, 1904;
    - À la gloire de Rubens, 1905;
    - Chambre du baron Basile de Schlichting, 1908;
    - Vue de la salle des Sept-Cheminées au Louvre, 1909.

Obras de Louis Béroud
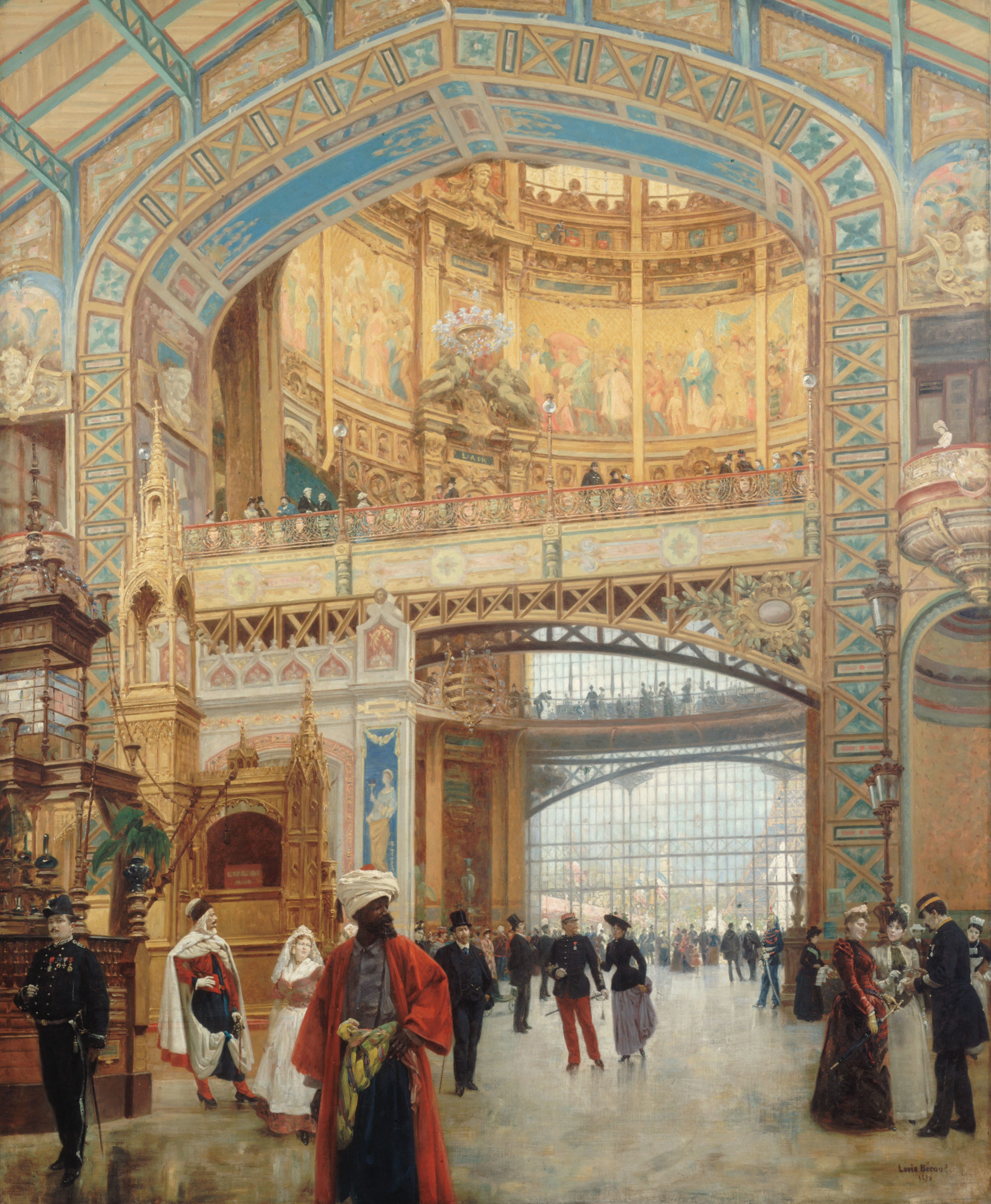
La Machine Farcot (1890), Louviers, Museu de Louviers
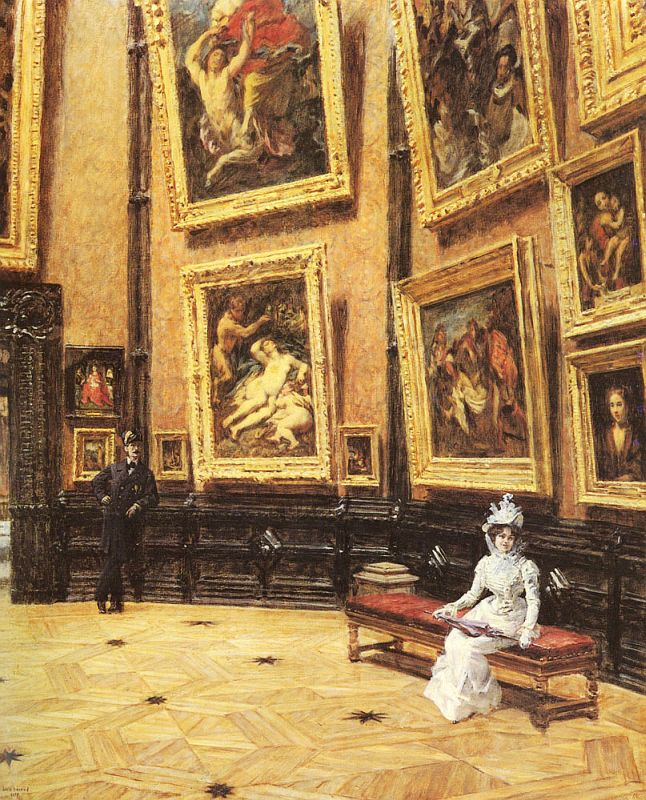
La Place du Louvre (1902), localização desconhecida.
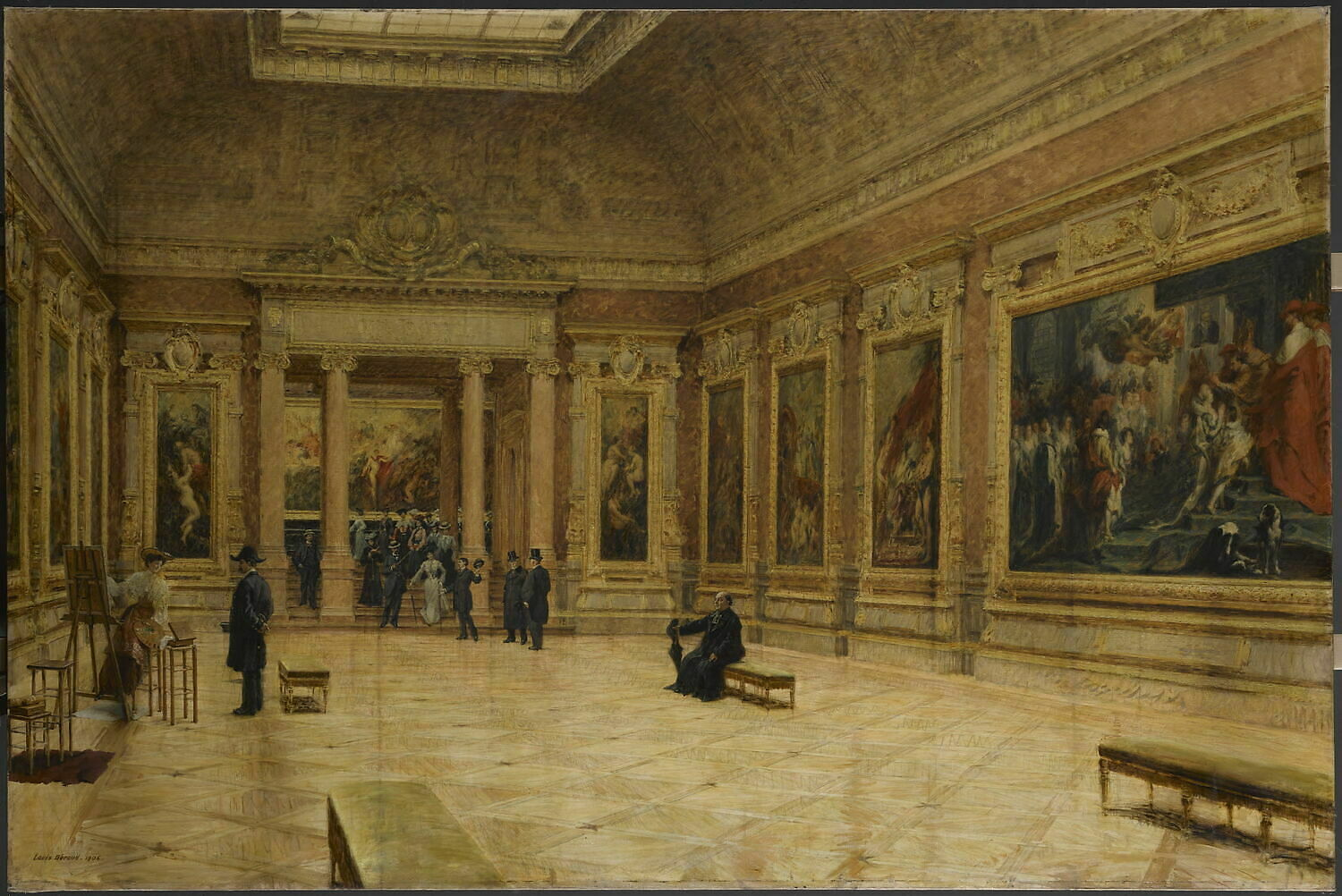
Salle Rubens au musée du Louvre (1904), Paris, musée du Louvre.
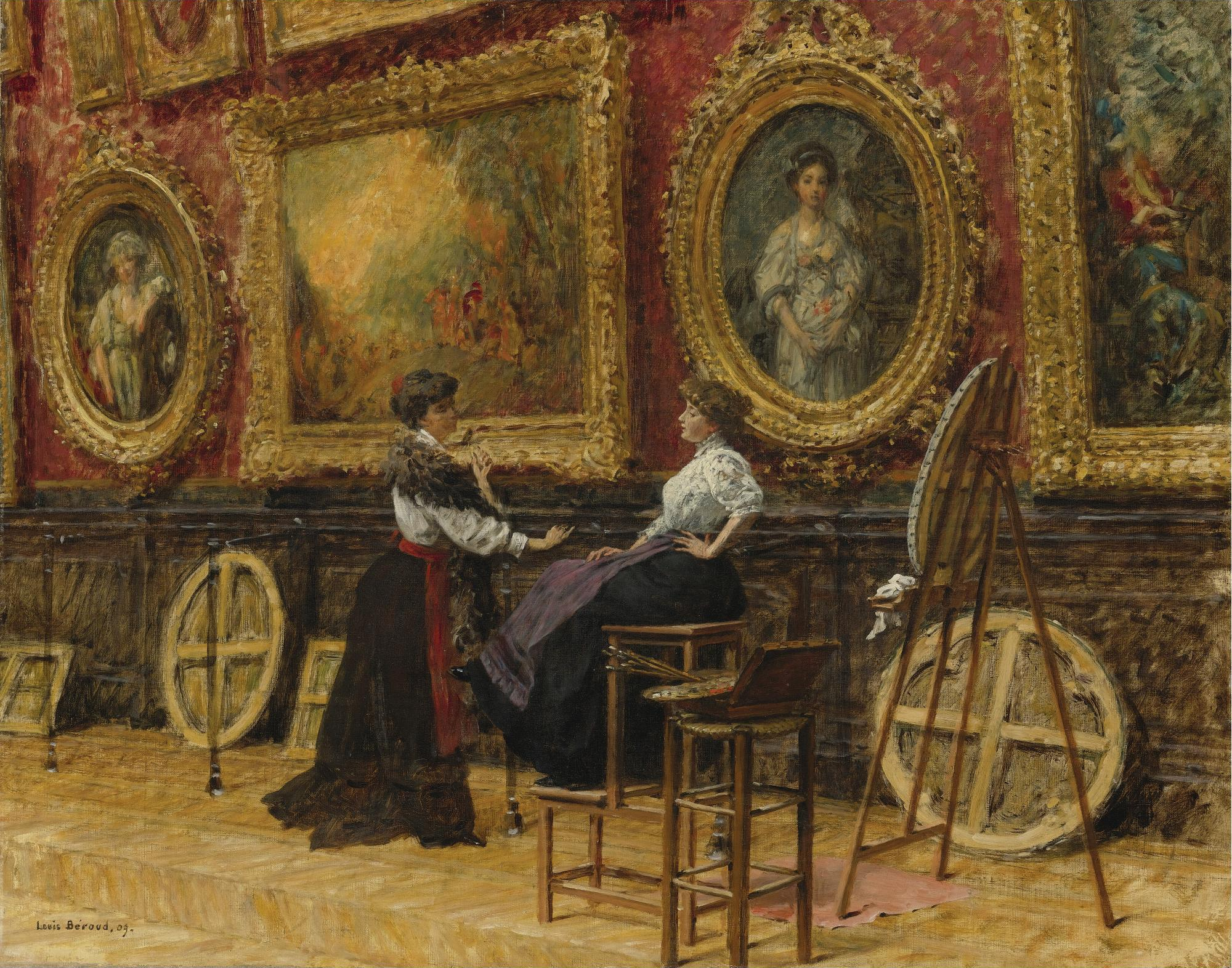
L'Inondation, peintre copiant un tableau au Louvre (1910), localização desconhecida.
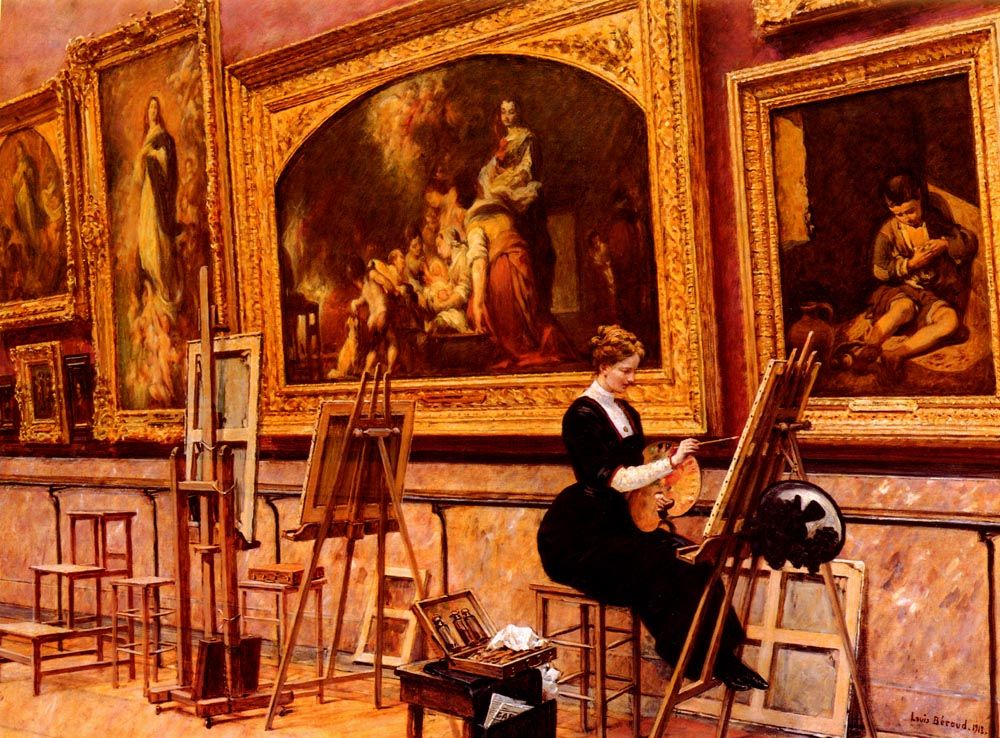
Peintre copiant un Murillo au musée du Louvre (1912), localização desconhecida.
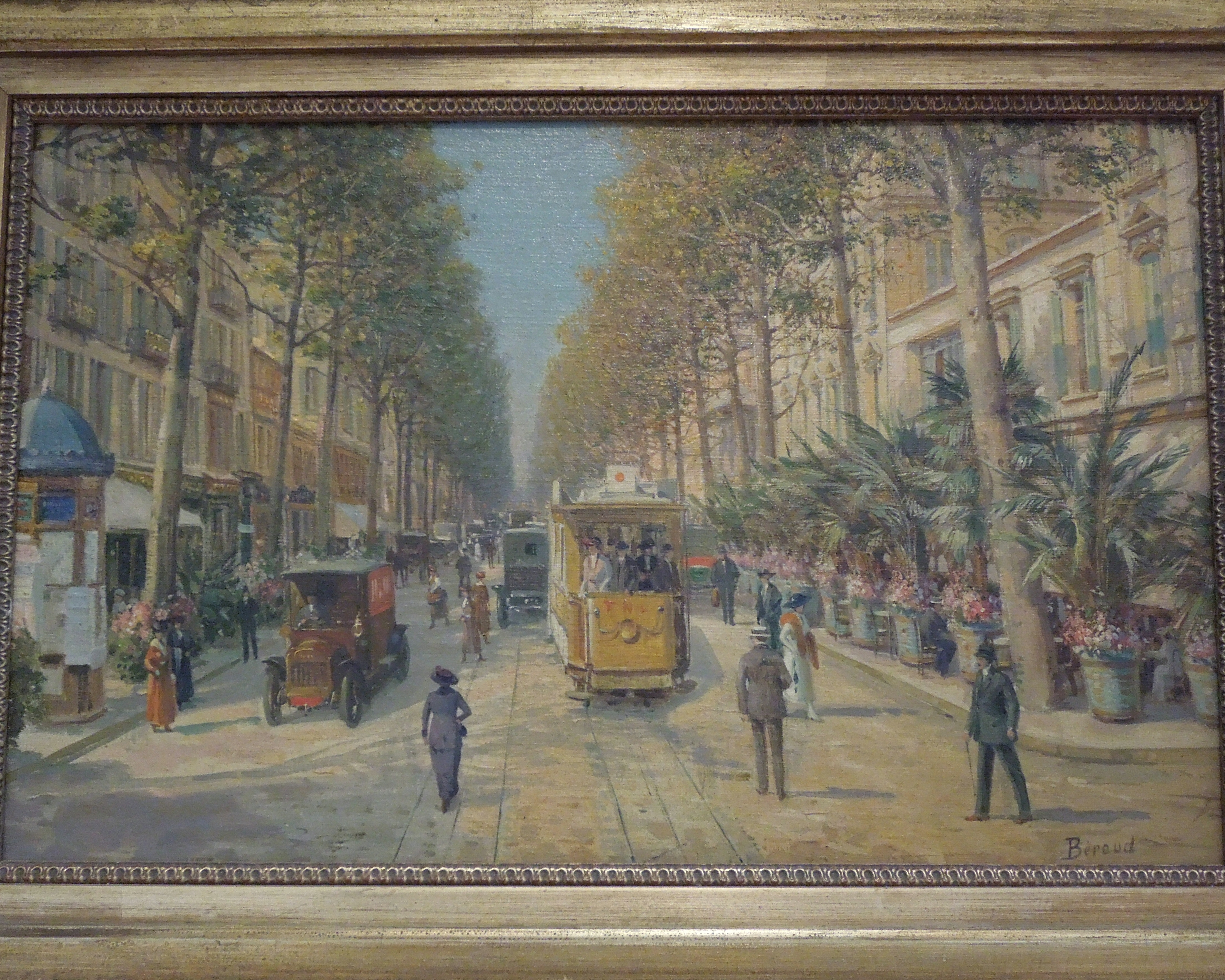
Avenue de la gare à Nice, Nice, Museu Masséna.
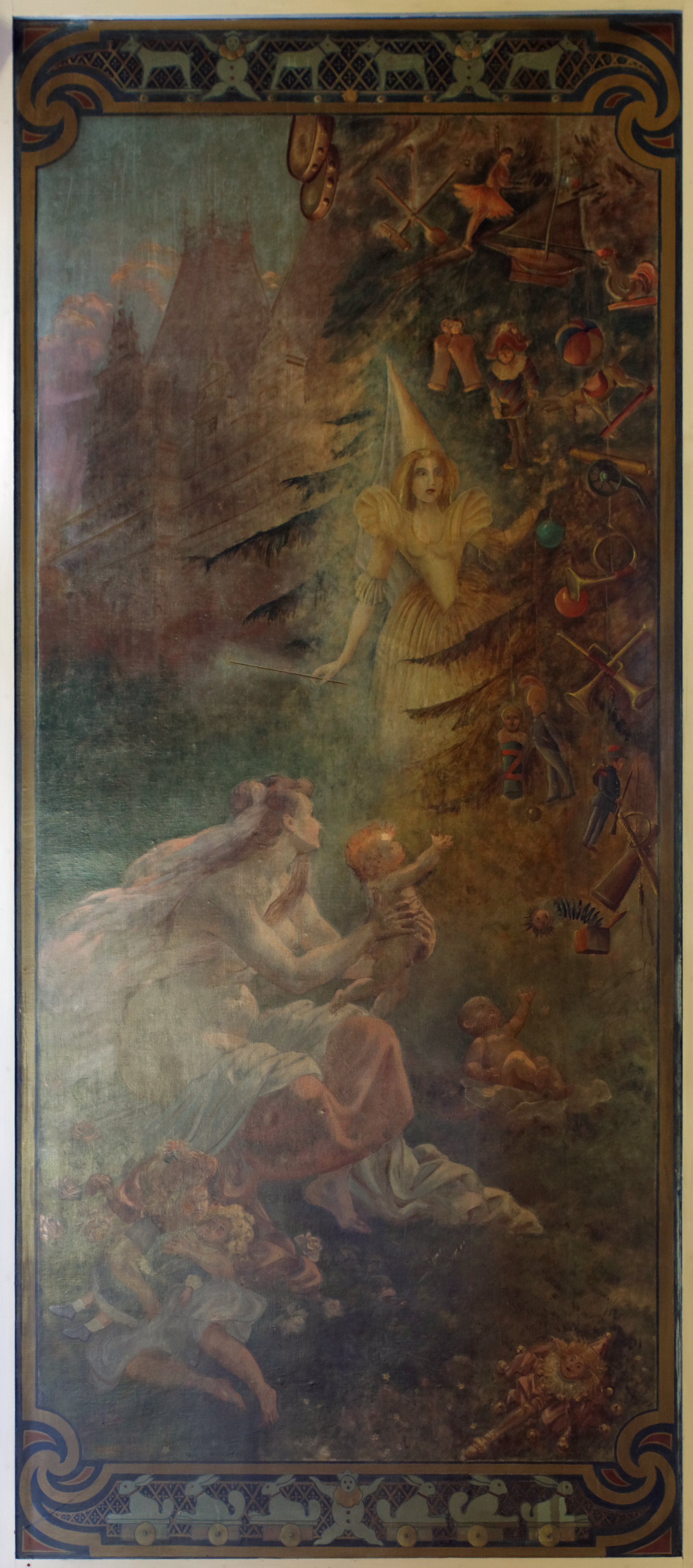
La Fée aux joujoux, Mairie du 10e arrondissement de Paris.
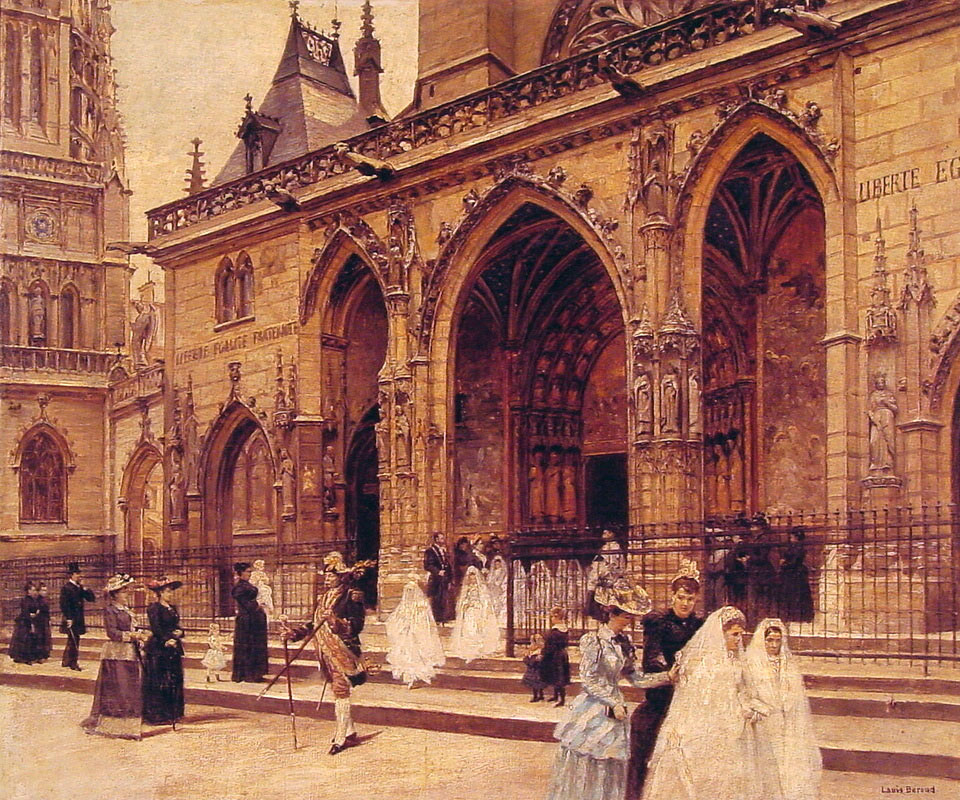
Première Communion[a], localização desconhecida.